# فرش‌واتر، نیو ساوت ولز
فرش‌واتر (به انگلیسی: Freshwater) یک حومه شهر در استرالیا است که در نیو ساوت ولز واقع شده‌است.